# Blepisanis porosa
Blepisanis porosa är en skalbaggsart som beskrevs av Francis Polkinghorne Pascoe 1871. Blepisanis porosa ingår i släktet Blepisanis och familjen långhorningar. Inga underarter finns listade.